# Ruine Balcun At
Die Ruine der ehemaligen Burg von Balcun At ist eine abgegangene Spornburg auf dem Gebiet der Gemeinde Müstair im unteren Münstertal im schweizerischen Kanton Graubünden. Die spärlichen Mauerreste liegen 230 Meter über der Talsohle im Osten des Dorfes auf dem Sporn einer steilen Geländerippe am Südrand des Val Brüna.

## Name

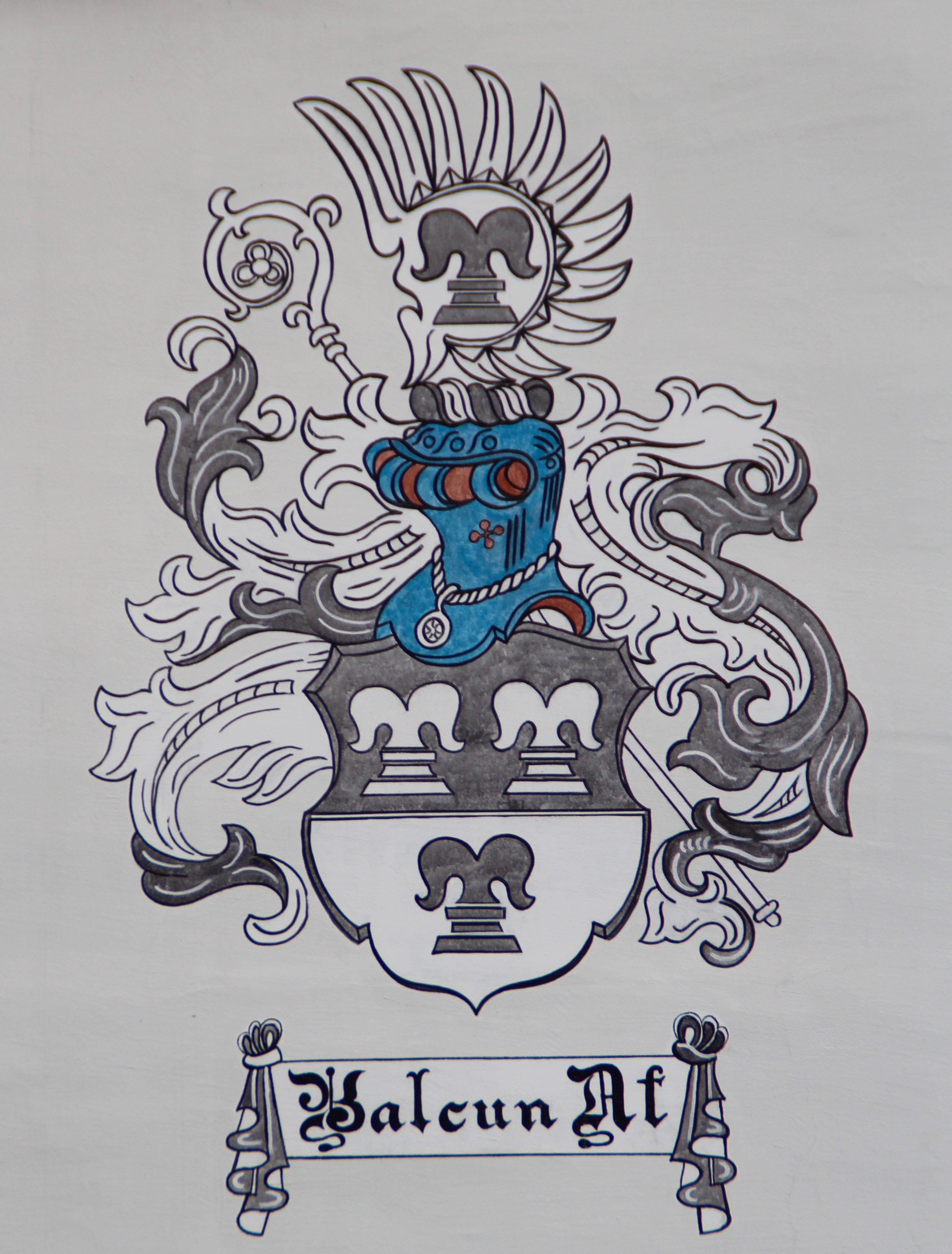
Wappen am Restaurant «Balcun At» in Müstair

Der Name Hohenbalken erscheint im Kanton Graubünden zweimal. Die erste Nennung des Namens stammt aus dem Jahr 1427: …Ich Janutt Carl de Balkun ault oder von Hohenbalken ze tütsch genannt… Offensichtlich stammt der Name von einem hoch (lat. altus) gelegenen Balkon oder einer Galerie. Später wurde der Name Balkun ault zu Hohenbalken verdeutscht; aus dem Balkon wurde ein Balken. Ob vom Münstertal eine Namensübertragung auf die Burg Hohenbalken in der Surselva stattfand, ist denkbar, aber nicht geklärt.

## Anlage

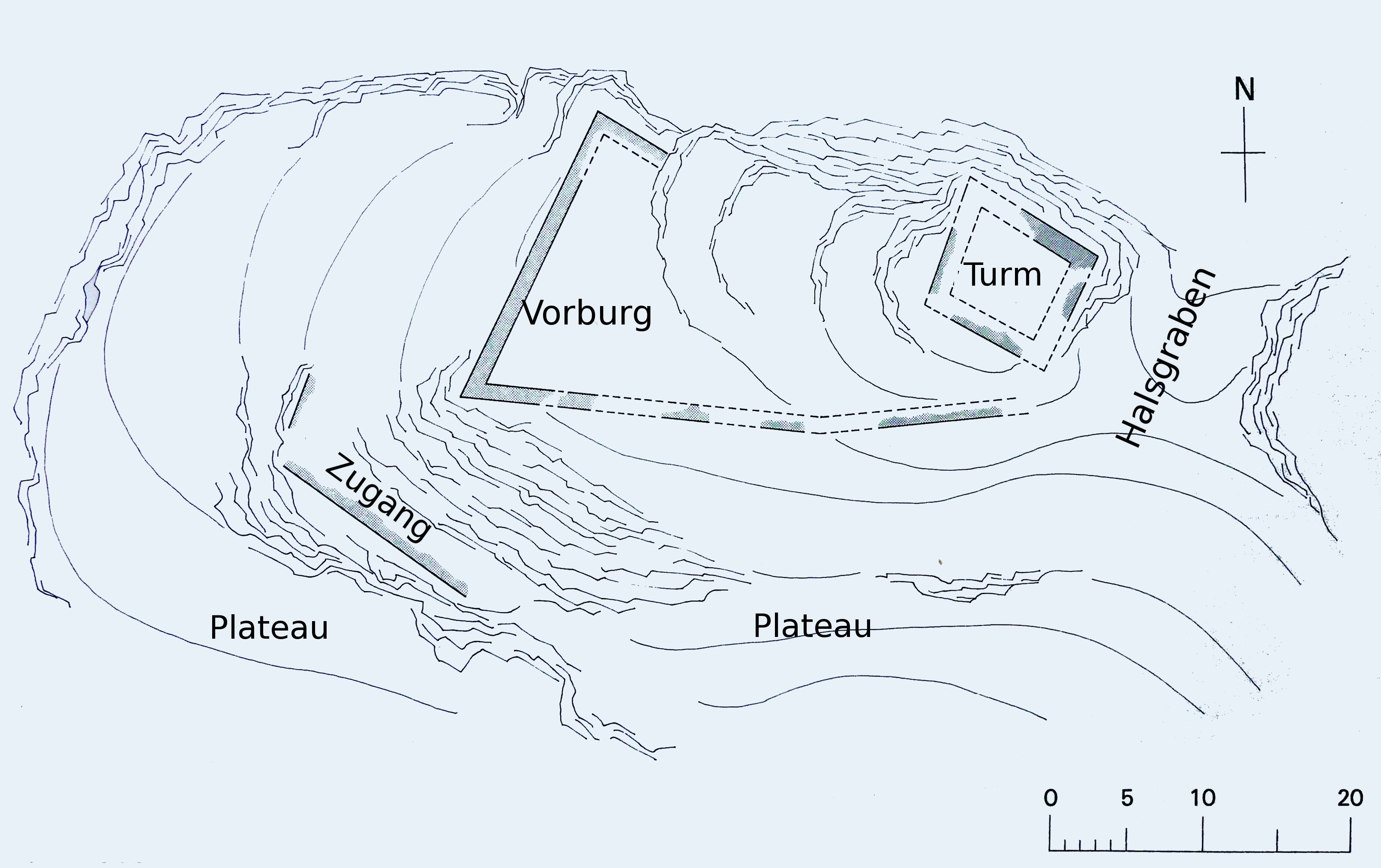
Plan der Burg

Die Anlage der Höhenburg mit Turm von Balcun At entsprach in ihrer Art zahlreichen Burgen Graubündens und Südtirols. Sie wurde in einem Guss erstellt und erreichte mit einer maximalen Diagonale des Kernbaus von 41 Metern eine beträchtliche Grösse.
Auf dem höchsten Punkt eines Felskopfs haben sich Reste eines nahezu quadratischen Turmes erhalten, seine Ausmasse betrugen rund 10 Meter mit einer Mauerstärke von 1.2 bis knapp 1,50 Meter. Abgesehen von einem knapp zwei Quadratmeter grossen Mauerstück sind die Mauern abgestürzt. Hangaufwärts war der Turm durch einen heute mit Schutt aufgefüllten künstlich angelegten Halsgraben gesichert.
Westlich des Turms hat sich ein 20 Meter langes Stück eines Mauerzugs erhalten, der dem steil abfallenden Plateaurand folgte und die Anlage talseitig abschloss. An seinem nördlichen und südlichen Ende zweigte die Mauer bergwärts ab. Der südliche Mauerast ist streckenweise ansatzweise noch zu erkennen, beim Turm versinkt er im Waldboden; der nördliche ist abgestürzt. Ob es sich um die Reste einer Ringmauer oder eines Gebäudes handelt, kann ohne Grabungen nicht festgestellt werden. Das Innere der Anlage lässt keinerlei Spuren einer Bebauung erkennen, ist aber mit beträchtlichen Schuttmassen aufgefüllt.
Der Zugang zur Anlage erfolgte von Westen her über ein Felsband in die felsige Südflanke hinein. Der Burgweg ist ansatzweise noch erkennbar. Südlich des Weges liegen ebene Felsplateaus, auf denen man sich kleine Nebengebäude vorstellen kann.
Im September 2000 und 2001 wurden auf Initiative des Burgenvereins Graubünden unter Mithilfe der Gemeinde Müstair und der Berufswahlschule Bülach einsturzgefährdete Mauerreste freigelegt und gesichert.

## Geschichte
Über die Entstehung der Burg liegen keine Angaben vor. Das lagenhafte Mauerwerk und Ansätze von Opus spicatum lassen eine Datierung ins 12. oder 13. Jahrhundert zu. Kleinfunde, die eine genauere Datierung zulassen würden, kamen nicht zum Vorschein.
Eine Anlage dieser Grösse direkt über dem bischöflichen Kloster von Müstair konnte nicht ohne Zustimmung errichtet worden sein. Denkbar ist, dass Dienstleute des Bischofs die Burg errichteten. Ein Zusammenhang der Erbauer mit der Familie von Hohenbalken ist nicht auszuschliessen, erscheinen deren Vertreter doch immer wieder als Dienstleute des Bischofs und des Klosters.
Mehrere weibliche Familienmitglieder traten ins Kloster ein. Drei von ihnen wurden als Äbtissinnen gewählt, unter ihnen war Ursula V. (reg. 1640–1666) die baufreudigste. Auf sie geht das sogenannte Hohenbalkenzimmer im Plantaturm des Klosterkomplexes zurück. Heute kann es im Klostermuseum besichtigt werden.

## Zerstörung
Auch wann und wie die Burg zerstört wurde, ist nicht bekannt. Holzkohlespuren weisen beim Turm und an der Westmauer auf einen Brand hin. Auch ein Einsturz auf dem instabilen und zerklüfteten Baugrund ist denkbar. Wieder anderen Berichten zufolge soll sie in den Bündner Wirren von Rudolf von Planta zerstört worden sein.

## Galerie

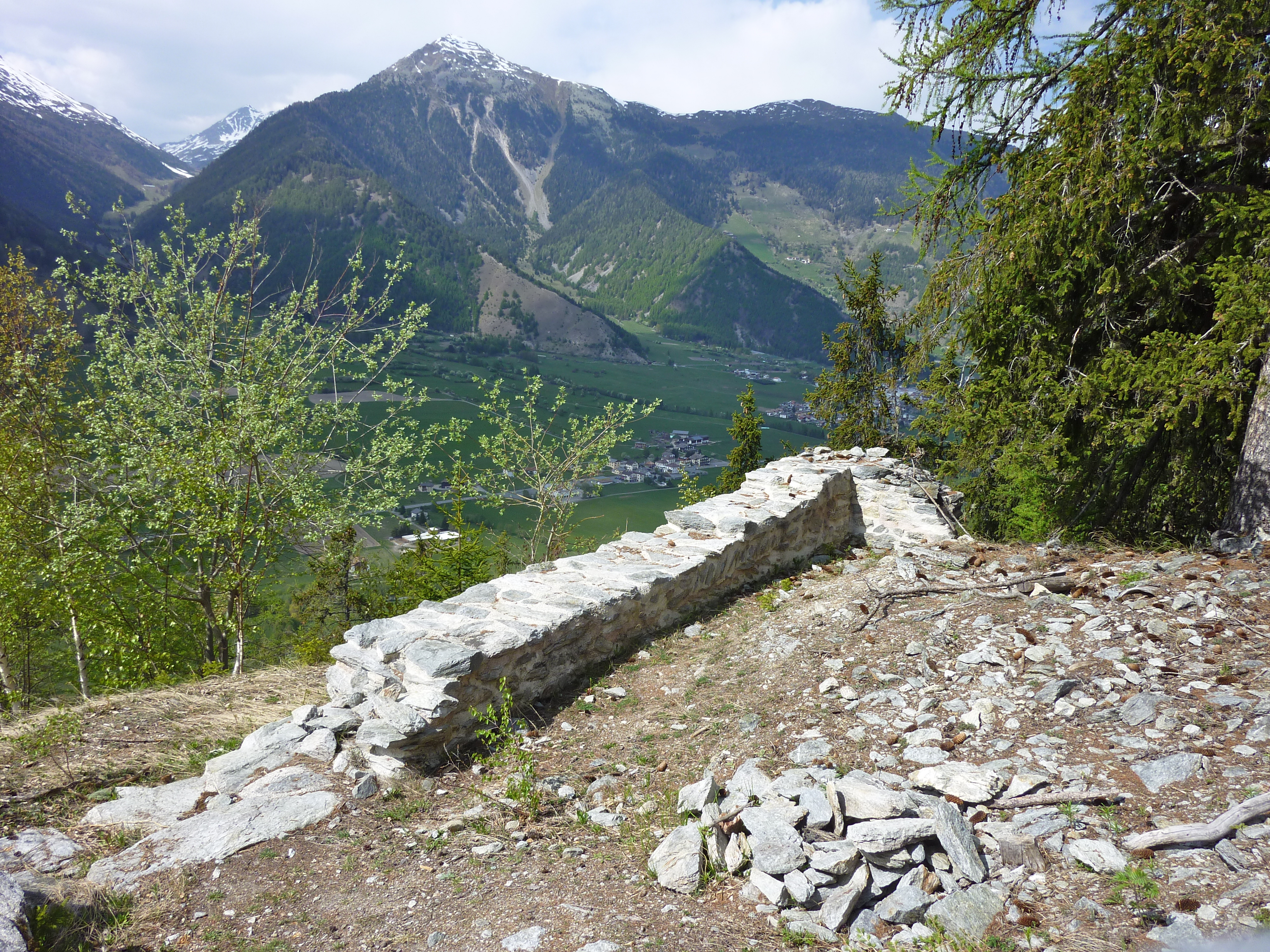
Nordecke
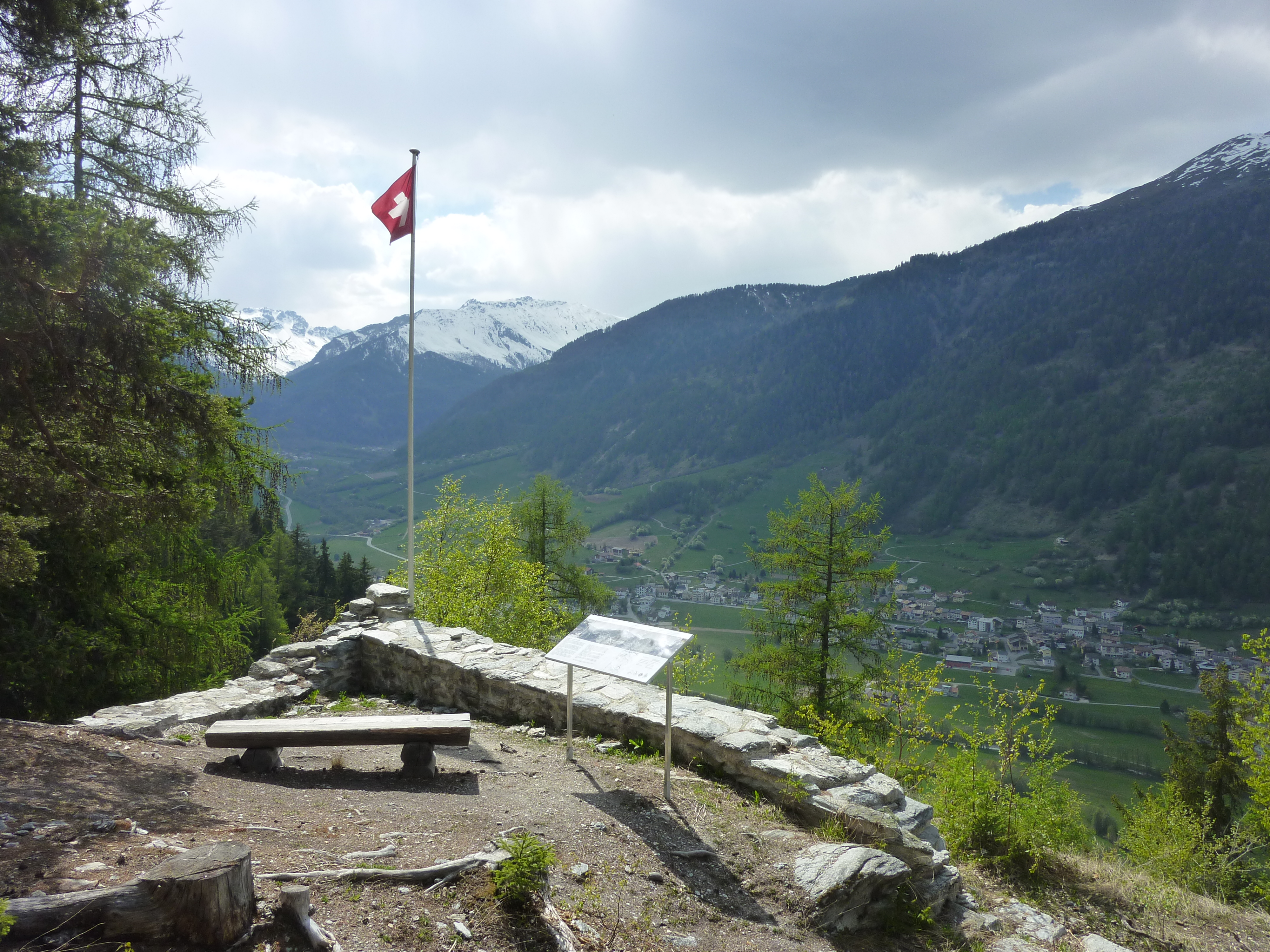
Südecke
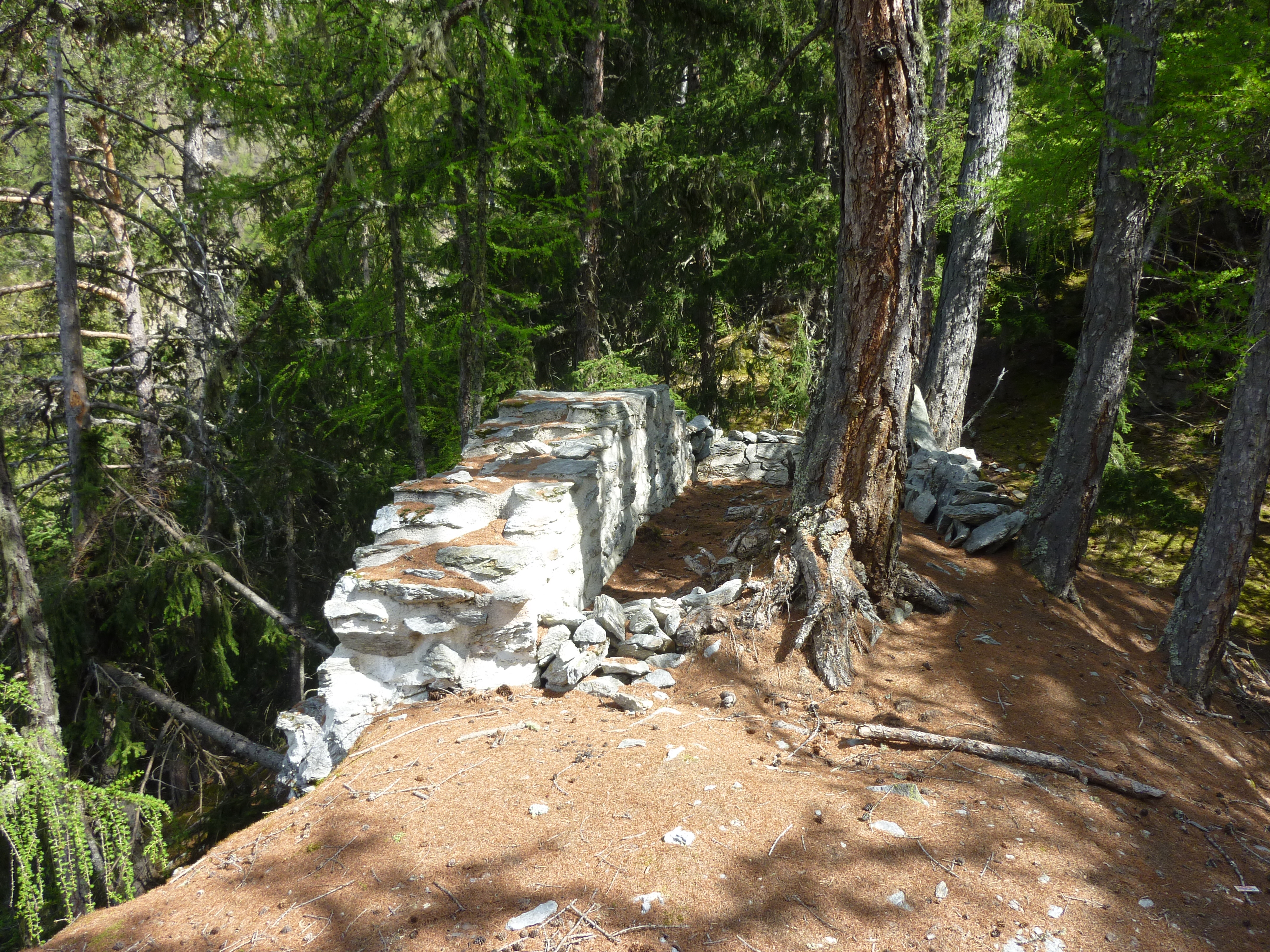
Reste des Turms
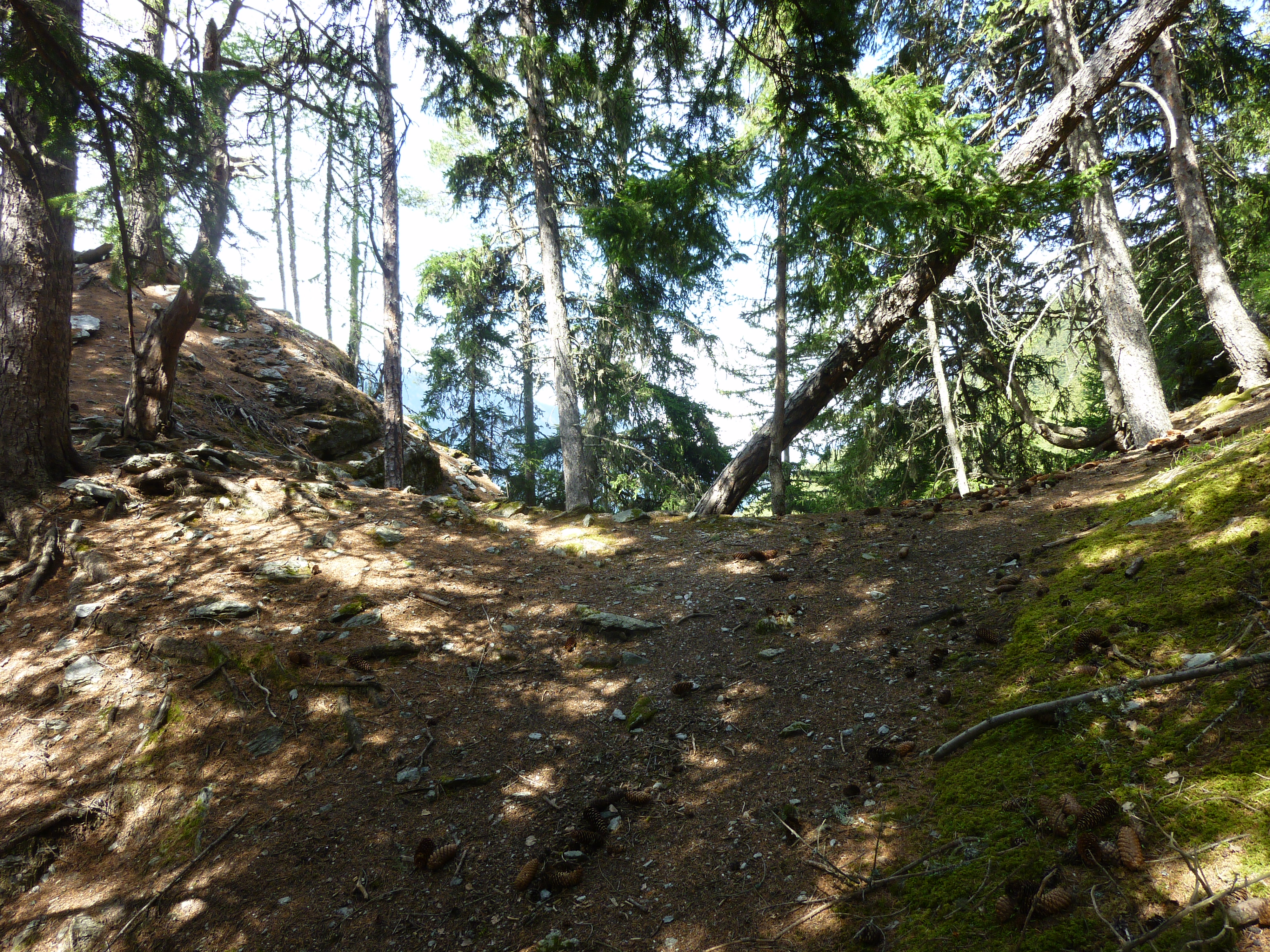
Halsgraben